# Laura Lion
Laura Lion, född 24 mars 1983 i Litoměřice i Tjeckien, är en erotisk modell och porrskådespelerska.
Hon gjorde sin porrfilmsdebut 2002, och har genom åren haft flera olika alias såsom Laura Finn, Laura Lyon, Laura Linn, Lenka Prasilova, Black Queen, Lenka Pr., Laura, Lena och Lenka. Laura Lion har bland annat arbetat tillsammans med bolagen Big Boobs, Private, Boob Butler och BangBros.

## Filmografi
- Natural Wonders of the World
- Miss Donnerbusen 2